# NGC 7820
NGC 7820 (другие обозначения — PGC 307, UGC 28, MCG 1-1-22, ZWG 408.21) — галактика в созвездии Рыбы.
Этот объект входит в число перечисленных в оригинальной редакции «Нового общего каталога».